# Cúpira
Cúpira é uma cidade venezuelana, capital do município de Pedro Gual.